# Consiglio per gli affari continentali
Il Consiglio per gli affari continentali, noto anche con il nome inglese Mainland Affairs Council (MAC), è un'agenzia amministrativa al livello di gabinetto dipendente dallo Yuan esecutivo della Repubblica di Cina. Il MAC è responsabile per la pianificazione, lo sviluppo e l'attuazione delle politiche tra l'Area Libera della Repubblica di Cina, comunemente nota come Taiwan, e la Repubblica Popolare Cinese, che governa la Cina continentale, Hong Kong e Macao. È la controparte nella RDC dell'Ufficio per gli Affari di Taiwan (Taiwan Affairs Office) della Repubblica Popolare Cinese.
Il Consiglio per gli affari continentali è amministrato da un ministro al livello di gabinetto. L'attuale ministro è Wang Yu-chi.
Il consiglio gioca un ruolo importante nel fissare la politica e lo sviluppo delle relazioni con la Cina continentale e nel consigliare il governo centrale. L'agenzia sovvenziona e indirettamente amministra la Fondazione per gli scambi nello stretto (Straits Exchange Foundation), che è l'intermediario ufficiale con la Cina continentale.

## Struttura organizzativa
L'agenzia è organizzata nei seguenti dipartimenti:

### Dipartimenti interni
- Dipartimento di pianificazione delle politiche
- Dipartimento degli affari culturali ed educativi
- Dipartimento degli affari economici
- Dipartimento degli affari legali
- Dipartimento degli affari di Hong Kong & Macao
- Dipartimento d'informazione e collegamento
- Segretariato

### Uffici
- Ufficio del personale
- Ufficio di contabilità
- Ufficio per l'etica del servizio civile